# Rafał Bujnowski

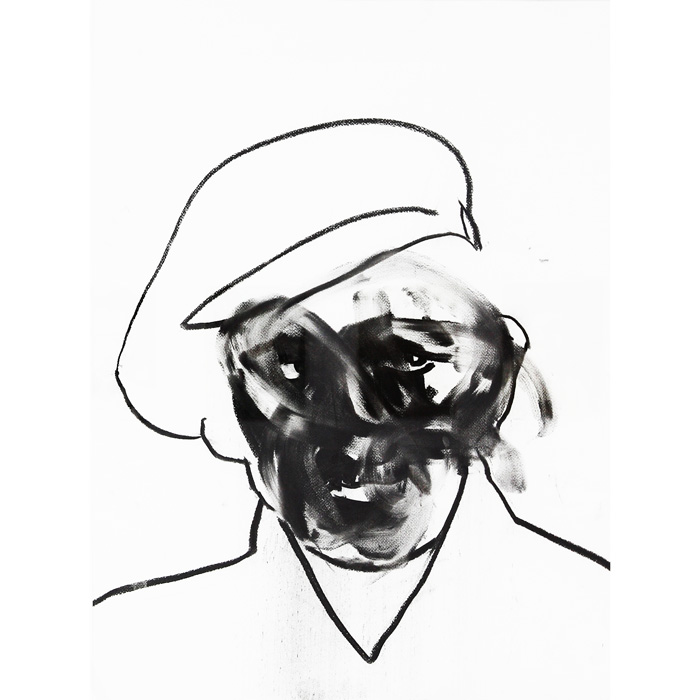
Górnik (06), MSN, Warszawa

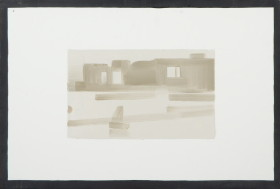
Obraz matki Whistlera, Zachęta, Warszawa

Rafał Bujnowski (ur. 3 lutego 1974 roku w Wadowicach) – polski malarz, grafik, autor filmów wideo, instalacji, akcji artystycznych. Do 2018 roku reprezentowany przez Galerię Raster. Obecnie związany z Fundacją Dzielna, której jest współzałożycielem. Mieszka i pracuje w Warszawie.

## Życiorys
Urodzony w Wadowicach, wychowywał się w Andrychowie. W latach 1993–1995 studiował architekturę na Politechnice Krakowskiej, następnie od 1995 grafikę na tamtejszej ASP, którą ukończył w 2000.
Od 1995 do 2001 razem z Marcinem Maciejowskim, Wilhelmem Sasnalem, Markiem Firkiem i Józefem Tomczykiem „Kurosawą” współtworzył Słynną Grupę Ładnie, redagował „Słynne Pismo we Wtorek”.
W latach 1998-–2001 prowadził Galerię Otwartą w Krakowie – przestrzeń wystawienniczą na kilku krakowskich billboardach. Do realizacji swoich prac zapraszał młodych twórców z krakowskiego i częstochowskiego środowiska artystycznego, a także Marcina Świetlickiego, Joannę Rajkowską, Grupę Ładnie czy Wojciecha Kucharczyka.
W roku 2004 przebywał na pobycie studyjnym w Art in General w Nowym Jorku oraz szwajcarskim Zug.
W 2005 został laureatem międzynarodowej nagrody artystycznej Europas Zukunft.

## Wczesna twórczość
Początki twórczości Bujnowskiego, w latach 1998–2000 związane były z działalnością założonej przez artystę Galerii Otwartej. Początkowo na ręcznie malowanych billboardach znajdowały się komentarze do życia codziennego. Z czasem, coraz bardziej zaczęły naśladować język reklamy, w tym przypadku reklamy nieistniejących produktów. W tym czasie artysta zaczął tworzyć grafiki i obrazy przybierające formę opakowań i etykiet. Od 2001 roku częstym motywem prac artysty była przestrzeń architektoniczna – pojawiała się ona jako papierowy model mieszkania artysty (praca M-1 z 2001), na wielokątnych obrazach (cykl Graboszyce z 2002) oraz podczas akcji związanych z pracami remontowo-budowlanymi w polskich galeriach (Malowanie – Odnawianie).

## Twórczość
Tematem projektów Rafała Bujnowskiego jest szeroko pojęte społeczne funkcjonowanie artysty, dzieł sztuki i obrazów oraz konwencjonalność samej sztuki. Styl artysty cechują rozwiązania konceptualne takie jak malowanie wielokrotne tej samej pracy, operowanie motywami abstrakcyjnymi i figuratywnymi.
Jedną z pierwszych serii prac Bujnowskiego były Cegły, które malował w latach 1999–2002 i pokazywał w ramach różnych akcji i wystaw, m.in. Cheap art from Poland. Każdy z obiektów powtarza ten sam kształt i rozmiar typowej cegły. Elementy różnią się jedynie odcieniem. Seria była pierwszym podjęciem przez malarza formy monochromu, a jednocześnie udało mu się stworzyć za pomocą bardzo prostych, mechanicznych środków hiperrealistyczny obraz przedmiotu.
W roku 2004, Bujnowski rozpoczął cykl obrazów Zmierzch. Obrazowi towarzyszy wyświetlana na monitorze rejestracja filmowa, dokumentująca akcję i zmianę na płaszczyźnie. Bujnowski rozpoczyna malowanie od pokrywania czarno-białego pejzażu chmurami, aż do uzyskania całkowicie pokrytej farbą powierzchni.
Jedną z najbardziej obszernych serii malarskich jest cykl Lamp Black (2007 rok). Są to obrazy monochromatyczne, malowane jednym rodzajem czarnej farby olejnej.Punktem wyjścia dla tych dzieł były studia odblasków światła na bryłach węgla. Pod wpływem różnego kąta padania światła, płótna stwarzają iluzję trójwymiarowości i wielobarwności. Niemal całkowicie czarne płótna to częsty motyw w twórczości artysty (m.in. w cyklu nokturnów z lat 2012 – 2013) Przez stosowanie złudzeń przestrzenności, nieregularnych płaszczyzn podkładu malarskiego, artysta stara się podkreślić wpływ czynników zewnętrznych na odbiór obrazu.
Praca Louis-Auguste Cyparis z 2010 to popiersie wykonane przez Bujnowskiego po powrocie z pobytu na Martynice. Do wykonania rzeźby artysta użył nietypowego surowca – wulkanicznego piasku zebranego na plaży St. Pierre. Upamiętnił w ten sposób postać Louisa-Augusta Cyparisa, jedną z dwóch osób, które przeżyły erupcję wulkanu w mieście St. Pierre, w 1902 roku. Cyparis przeżył, ponieważ kilka dni wcześniej został zamknięty w ciasnej, słabo wentylowanej celi aresztu. Pomnik Bujnowskiego, to upamiętnienie figury antybohatera i jednocześnie rodzaj rzeźby materiałowej, w której tworzywo dominuje formę.
Akt artystyczny i powiązany z nim, na swój sposób ironiczny, automatyzm ręki malarza to stale obecny motyw, pojawiający się m.in. w cyklach Negatywy (2005–2007) czy Kosmos. Badanie przestrzeni obrazu oraz skupienie na samym akcie pracy artysty to podstawowy motyw prac Bujnowskiego, który wypracował na początku wieku, i który kontynuuje do dziś. Artysta wykorzystuje najprostsze środki, ogranicza paletę barwną. Uzależnia formę od wykorzystywanych materiałów. W dorobku malarza znajdują się obrazy figuratywne – portrety, sceny rodzajowe. Przeważają jednak kompozycje, które wychodząc od malarstwa przedstawiającego, zostają doprowadzone przez Bujnowskiego niemal do abstrakcji. Przedmioty tworzone przez Bujnowskiego ujawniają napięcie między procesem twórczym a „konsumpcją” dzieła przez odbiorcę.

## Wybrane wystawy indywidualne i zbiorowe w
- MOCAK, Muzeum Sztuki Współczesnej, Kraków
- Muzeum Sztuki Nowoczesnej, Warszawa
- Centrum Sztuki Współczesnej Zamek Ujazdowski, Warszawa
- Zachęta Narodowa Galeria Sztuki, Warszawa
- Muzeum Sztuki. Łódź
- Galeria Sztuki Współczesnej „Bunkier Sztuki”, Kraków
- Galeria Arsenał, Białystok
- mumok, Wiedeń
- Museum für Neue Kunst, Karlsruhe
- Muzeum Ludwig, Budapeszt
- Prague Biennale, Praga
- Galerie für Zeitgenössiche, Lipsk
- Kestner Gesselschaft, Hanower
- Kunstverein, Düsseldorf
- Kunstlerhaus Bethanien, Berlin
- the Bluecoat, Liverpool
- Norwitch Gallery, Norwitch School of Art and Design
- Sainsbury Centre for Visual Arts, Norwitch
- École nationale supérieure des beaux-arts. Paryż
- Kunsthalle, Wiedeń
- Contemporary Art Center, Wilno
- Art in General, Nowy Jork

## Nagrody
- 2019 – laureat Nagrody im. Jana Cybisa[5]